# Lingua rajasthani
La lingua rajasthani  (trascrizione nel devanagrari राजस्थानी)  è una lingua indoaria parlata in India e Pakistan. 

## Distribuzione geografica
La lingua rajasthani standard era parlata da almeno 18 milioni di persone nella regione del Rajasthan e negli Stati confinanti di India e Pakistan nel 2001.
Spesso anche la lingua marwari è considerata come tale e quindi il numero di persone che parla la lingua rajasthani sale a circa 50 milioni. Al 2022, la lingua marwari conta 7,9 milioni di parlanti totali e sarebbe tra le lingue più parlate. 
Distribuzione dei locutori negli Stati:
India
- Rajasthan
- Gujarat
- Haryana
- Punjab

Pakistan
- Bahawalpur e provincia (Punjab)
- Multan e provincia (Tharparkar, distretto del Sindh)

## Classificazione
Si tratta di una lingua che discende dal maruwani insieme alla lingua gujarati.